# Martín Gramática
Martín Gramática (Buenos Aires, 27 novembre 1975) è un ex giocatore di football americano argentino che ha giocato nel ruolo di placekicker per dieci stagioni nella National Football League (NFL). Fu scelto nel corso del terzo giro del Draft NFL 1999 dai Tampa Bay Buccaneers. Al college ha giocato a football alla Kansas State University venendo premiato due volte come All-American.

## Carriera professionistica

### Tampa Bay Buccaneers
Gramática fu scelto nel terzo giro del Draft 1999 dai Tampa Bay Buccaneers e giocò con essi per cinque stagioni. Coi Bucs passò dal numero 10 indossato al college in onore di Diego Armando Maradona (indossato nella franchigia dal quarterback Shaun King) al numero 7. Gramática fu convocato come titolare per il Pro Bowl nella stagione 2000. Nel 2002 vinse il Super Bowl XXXVII con Tampa Bay, segnando 12 punti in quella gara e diventando il primo argentino a vincere il titolo. Gramática guadagnò inoltre una popolarità sufficiente a fargli firmare un contratto pubblicitario esclusivo per diverse compagnie. Il suo contratto da 14,5 milioni di dollari coi Bucs nel 2002 lo rese lo sportivo argentino più pagato dopo i calciatori Hernán Crespo, Juan Sebastián Verón e Gabriel Batistuta.
Nel 2003, Gramática peggiorò nettamente la sua precisione nei field goal da oltre 40 yard, un problema che continuò anche nella stagione successiva, dopo la quale fu svincolato.

### Anni successivi
Dopo l'avventura coi Buccaneers, Martin giocò due parentesi con gli Indianapolis Colts come riserva di Adam Vinatieri, una pre-stagione con i Patriots nel 2006, meno di due stagioni con i Cowboys (con cui al debutto il 6 dicembre 2006 segnò il field goal della vittoria con un secondo rimanente) e concluse la carriera ai New Orleans Saints nel 2007 e 2008.

## Palmarès

### Franchigia
- Super Bowl : 1

Tampa Bay Buccaneers: XXXVII
- National Football Conference Championship: 1

Tampa Bay Buccaneers: 2002

### Individuale
- Pro Bowl (2000)
- Second-team All-Pro (2000)
- PFWA All-Rookie Team - 1999

## Statistiche
| Field goal calciati | 203  |
| Field goal segnati  | 155  |
| Percentuale         | 76,4 |